# Арундел (Мен)
Арундел (англ. Arundel) — місто (англ. town) в США, в окрузі Йорк штату Мен. Населення — 4264 особи (2020).

## Демографія
Згідно з переписом 2010 року, у місті мешкали 4022 особи в 1569 домогосподарствах у складі 1109 родин. Було 1692 помешкання
Расовий склад населення:
| - 96,6 % — білих - 0,8 % — азіатів - 0,5 % — корінних американців - 0,4 % — чорних або афроамериканців |

До двох чи більше рас належало 1,5 %. Частка іспаномовних становила 1,0 % від усіх жителів.
За віковим діапазоном населення розподілялося таким чином: 22,0 % — особи молодші 18 років, 65,8 % — особи у віці 18—64 років, 12,2 % — особи у віці 65 років та старші. Медіана віку мешканця становила 42,9 року. На 100 осіб жіночої статі у місті припадало 97,0 чоловіків;  на 100 жінок у віці від 18 років та старших — 96,4 чоловіків також старших 18 років.
Середній дохід на одне домашнє господарство  становив 70 853 долари США (медіана — 58 940), а середній дохід на одну сім'ю — 84 694 долари (медіана — 79 545). Медіана доходів становила 57 500 доларів для чоловіків та 45 159 доларів для жінок. За межею бідності перебувало 9,6 % осіб, у тому числі 7,3 % дітей у віці до 18 років та 6,5 % осіб у віці 65 років та старших.
Цивільне працевлаштоване населення становило 2250 осіб. Основні галузі зайнятості: освіта, охорона здоров'я та соціальна допомога — 29,5 %, роздрібна торгівля — 9,8 %, виробництво — 9,6 %.